# Natàlia Vorojbit
Natàlia Vorojbit (ucraïnès: Наталія Анатоліївна Ворожбит)  (Kíiv, 4 d'abril de 1975) és una dramaturga i guionista ucraïnesa.

## Vida
Vorozhbyt va graduar-se l'any 2000 a l'Institut de Literatura Maksim Gorkymbé i també va estudiar al Programa d'Escriptors Internacional.
Escriu els seus guions en ambdós llengües, rus i ucraïnès.
Juntament amb el director alemany Georg Zheno, va fundar el Teatre dels Desplaçats, on refugiats de Donbas poden contar les seves històries, i també va vetllar del projecte Class Act. Va escriure el guió per al llargmetratge Cyborgs, que versa sobre la defensa de Sergei Prokoviev Aeroport prop Donetsk, on els soldats ucraïnesos van lluitar contra els separatistes durant 242 dies. Vorozhbyt va viatjar per la zona de guerra durant quatre mesos on va parlar amb els implicats. La situació de guerra a Ucraïna és un tema freqüent en els seus treballs.
L'any 2013 va ser part de les protestes Euromaidan. Durant aquest temps, va recollir inspiració per nous temes. Anteriorment va col·laborar amb el Teatre de Tall Reial i la Reial Companyia Shakespeare.
El Febrer de 2022, Vorozhbyt treballava en la seva darrera pel·lícula 'Dimonis' a Myrhorod, on sols va tenir quatre dies per a completar la producció; aquest film parla sobre la relació entre un Rus i una Ucraïnesa, plasmant el que va anomenar, com les impossibles relacions internacionals entre aquestes nacions, just quan la ciutat on era va patir un bombardeig durant la invasió russa. Va ser entrevistada en un refugi antiaeri el 25 de febrer de 2022, on va remarcar que era 'molt important per a mi el ser aquí', però admetent que potser hauria de deixar el país si Rússia l'acabava conquerint. La seva interpretació d'aquests darrers successos, és que van començar fa trenta anys, quan Ucraïna encara s'estava establint com un país independent, i aquesta va permetre que la influència Russa a Donbas creixés. Va apel·lar per el suport d'Ucraïna a la comunitat internacional.

## Treballs[11]
- Les cròniques familiars de la família Khomenko, 2006. Teatre de Tall reial[8]
- La Tenda de Gra, 2009, ISBN 9781848420458 [12][9]
- Carreteres roïnes, 2017. ISBN 9781848427143[13][14]
- El meu Mykolaivka, 2017[4]
- Germanes de sang, 2019
- Plokhie dorogui, 2020